# Молодіжна вулиця (Херсон)
Вулиця Молоді́жна (до 1954 року — Лікарняна) — вулиця, розташована в Центральному та Дніпровському районах Херсона.
Сполучає просп. Незалежності з вул. Широкою. Вулиця почала формуватися в другій половині XIX ст., тоді мала назву Заведенської, а згодом — Лікарняної. Остаточно сформувалася після Другої світової війни, отримавши сучасну назву в 1954 році.
На розі вул. Молодіжної та просп. Незалежності (буд. №44) з 1967 року розташована Херсонська філія Національного університету кораблебудування.
У будинку № 33 (побудований в 1932 році) віднедавна знаходиться Школа гуманітарної праці. До Другої світової війни тут теж була школа — № 27. У 1941 році її закінчив Ілля Кулик. 
По лівий бік вулиці розташоване старе міське кладовище, де знаходиться Всехсвятськая церква, побудована у 1808 році в стилі класицизму та розширена в 70-х роках XIX ст., — пам'ятка архітектури.